# Вампірська література

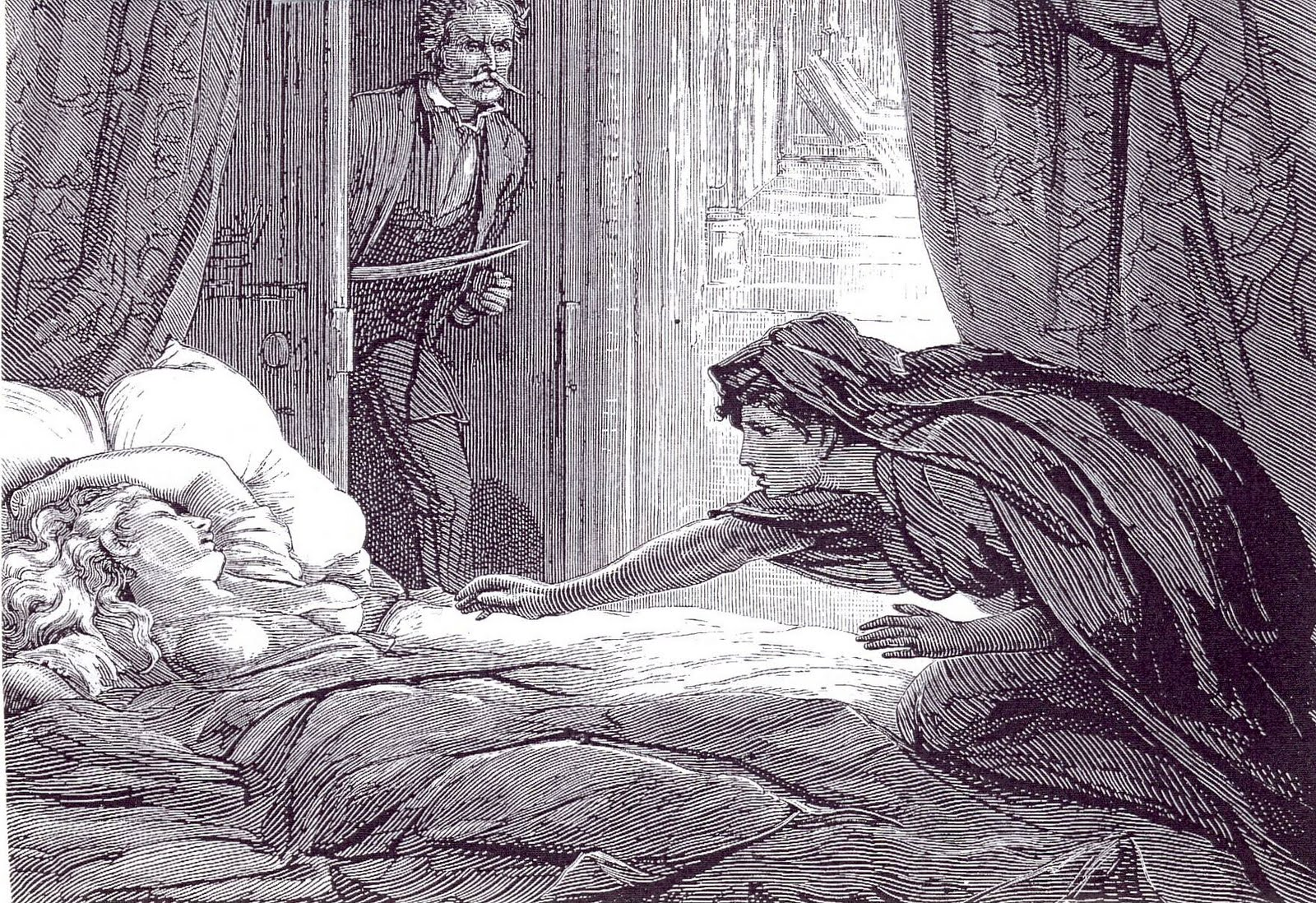
Художній твір, заснований на «Карміллі» Шерідана ле Фаню, ранньому та впливовому творі вампірської літератури

Вампірська література охоплює спектр літературних творів, пов'язаних переважно з темою вампірів. Літературний вампір вперше з'явився в поезії XVIII століття, перш ніж стати однією з основних фігур готичної фантастики з публікацією «Вампіра» Полідорі (1819), яка була натхненна життям і легендою лорда Байрона. Пізніші впливові твори включають пенні жахливого Вампіра Варні (1847); Розповідь Шерідана Ле Фаню про лесбійку — вампірку Карміллу (1872) і найвідоміша: «Дракула» Брема Стокера (1897). Деякі автори створили більш «симпатичного вампіра», першим був Варні, і роман Енн Райс «Інтерв'ю з вампіром» 1976 року як більш свіжий приклад.